# A Tripoli
A Tripoli, conosciuto anche come Tripoli bel suol d'amore, è un brano musicale patriottico scritto da Giovanni Corvetto e musicato da Colombino Arona nel 1911, poco prima dell'inizio della guerra italo-turca. Fu composto per propagandare l'imminente guerra del Regno d'Italia contro l'Impero ottomano, che era finalizzata alla conquista della Libia.

## Il contesto
Il brano fu composto poco prima dell'entrata in guerra dell'Italia contro l'Impero ottomano. La guerra fu dichiarata il 29 settembre 1911, cioè il giorno dopo l'ultimatum recapitato dall'ambasciatore italiano a Istanbul all'Impero ottomano. L'intenzione del Regno d'Italia era quella di fare della Libia una colonia italiana. La decisione di muovere guerra contro l'Impero ottomano fu controversa, sia in ambito politico che nella società civile. Il conflitto si concluse il 18 ottobre 1912 con la vittoria italiana.

## Il brano
A Tripoli debuttò l'8 settembre 1911 al Teatro Balbo di Torino con l'esecuzione di Gea della Garisenda, che fu controversa perché la cantante eseguì il brano coperta solamente da una bandiera tricolore. La canzone diventò poi famosa con il verso introduttivo del ritornello, Tripoli bel suol d'amore.
Il testo così recitava:
Sai dove sorrida - più magico il sol 

Sul mar che ci lega - coll'Africa d'or 

La stella d'Italia - ci addita un tesor.

Tripoli, 

bel suol d'amore, 

ti giunga dolce 

questa mia canzon. 

Sventoli 

il Tricolore 

sulle tue torri 

al rombo del cannon. 

Naviga 

o corazzata 

benigno è il vento 

e dolce la stagion. 

Tripoli, 

terra incantata, 

sarai italiana 

al rombo del cannon (Rit.) 

al rombo del cannon (Rit.) 

al rombo del cannon (Rit.) 

al rombo del cannon (Rit.) 

al rombo del cannon (Rit.) 

al rombo del cannon (Rit.) 

A te marinaro - sia l'onda sentier 

Sia guida fortuna - per te bersaglier. 

Va e spera, soldato - Vittoria è colà... 

Hai teco l'Italia - che gridati: Va! 

Rit... 

Al vento africano - che Tripoli assal 

Già squillan le trombe - la marcia Real. 

A Tripoli i Turchi - non regnano più 

Già il nostro vessillo - issato è lassù. 

Rit... .»